# Ciudad Perdida
 (février 2025).
Si vous disposez d'ouvrages ou d'articles de référence ou si vous connaissez des sites web de qualité traitant du thème abordé ici, merci de compléter l'article en donnant les références utiles à sa vérifiabilité et en les liant à la section « Notes et références ».
Ciudad Perdida (en français : « Cité perdue ») est le site archéologique d'une ancienne cité de la sierra Nevada de Santa Marta, en Colombie. Elle est supposée avoir été fondée vers 800 apr. J.-C., soit 650 ans plus tôt que Machu Picchu. Ce lieu est également connu sous le nom de Buritaca tandis que les Kogi l'appellent Teyuna.

## Origine
Cette cité antique composée de constructions, escaliers, terrasses répartis entre la cité intra-muros et les villages environnants aurait été édifiée entre les IXe et XVIe siècles, bien que certaines habitations y soient datées de 650 apr. J.-C.
Le centre de la cité, siège administratif et politique de Teyuna, connecté par des chemins aménagés aux habitations voisines témoigne d'une société hiérarchisée qui aurait survécu à l'invasion espagnole mais pas aux épidémies.

## Description
Ciudad Perdida est redécouverte en 1972, lorsqu'un groupe de braconniers découvre une série de marches en pierre grimpant le long de la montagne. En les suivant, ils atteignent une cité abandonnée. Peu après, des figurines en or et des urnes en céramique issues de la cité apparaissent sur le marché local, ce qui alerte les autorités. En 1978, celles-ci officialisent la découverte et révèlent l'existence de la cité au grand public.
Les Arhuacos, les Kogi et les Asario, peuples autochtones de la région, expliquèrent qu'ils visitaient régulièrement la cité bien avant cette « redécouverte », mais en avaient gardé le secret. Pour eux, cette cité s'appelle Teyuna et constitue le centre d'un réseau de villages peuplés par les Tayronas. Ciudad Perdida était probablement le cœur politique et économique de la vallée du Río Buritaca. À son apogée, elle abritait entre 2 000 et 8 000 personnes avant d'être finalement désertée lors de la colonisation espagnole.
L'ensemble architectural se compose de 169 terrasses taillées dans la montagne, reliées par un réseau de chemins étroits et ponctuées de petites places circulaires. Pour y accéder, un unique sentier impose l'ascension de quelque 1 200 marches de pierre, serpentant à travers une jungle dense et humide.
Au fil des années, la zone est prise dans le conflit armé colombien, opposant l'armée nationale colombienne, paramilitaires d'extrême droite aux groupes de guérilla d'extrême gauche (FARC ou ELN). 
Le 15 septembre 2003, l'ELN enlève huit touristes étrangers en visite à Ciudad Perdida et exige du gouvernement des investigations sur des violations des droits humains en échange de leur libération. Trois mois plus tard, le dernier otage est relâché. Dans ce contexte troublé, le groupe paramilitaire AUC se proclame protecteur de la région. L'Institut colombien d'anthropologie prend la décision de quitter la zone, et l'accès au site est restreint aux visiteurs[réf. nécessaire].
En 2005, les excursions touristiques reprennent progressivement. L'armée colombienne assure désormais une surveillance régulière, rendant la zone sûre pour les voyageurs. Depuis, aucun autre enlèvement n'a eu lieu. Entre 2007 et 2011, la fréquentation du site connaît une forte hausse : le nombre de visiteurs passe de 2 000 à 8 000 par an, signe d'un engouement croissant pour cette cité oubliée.

## Galerie

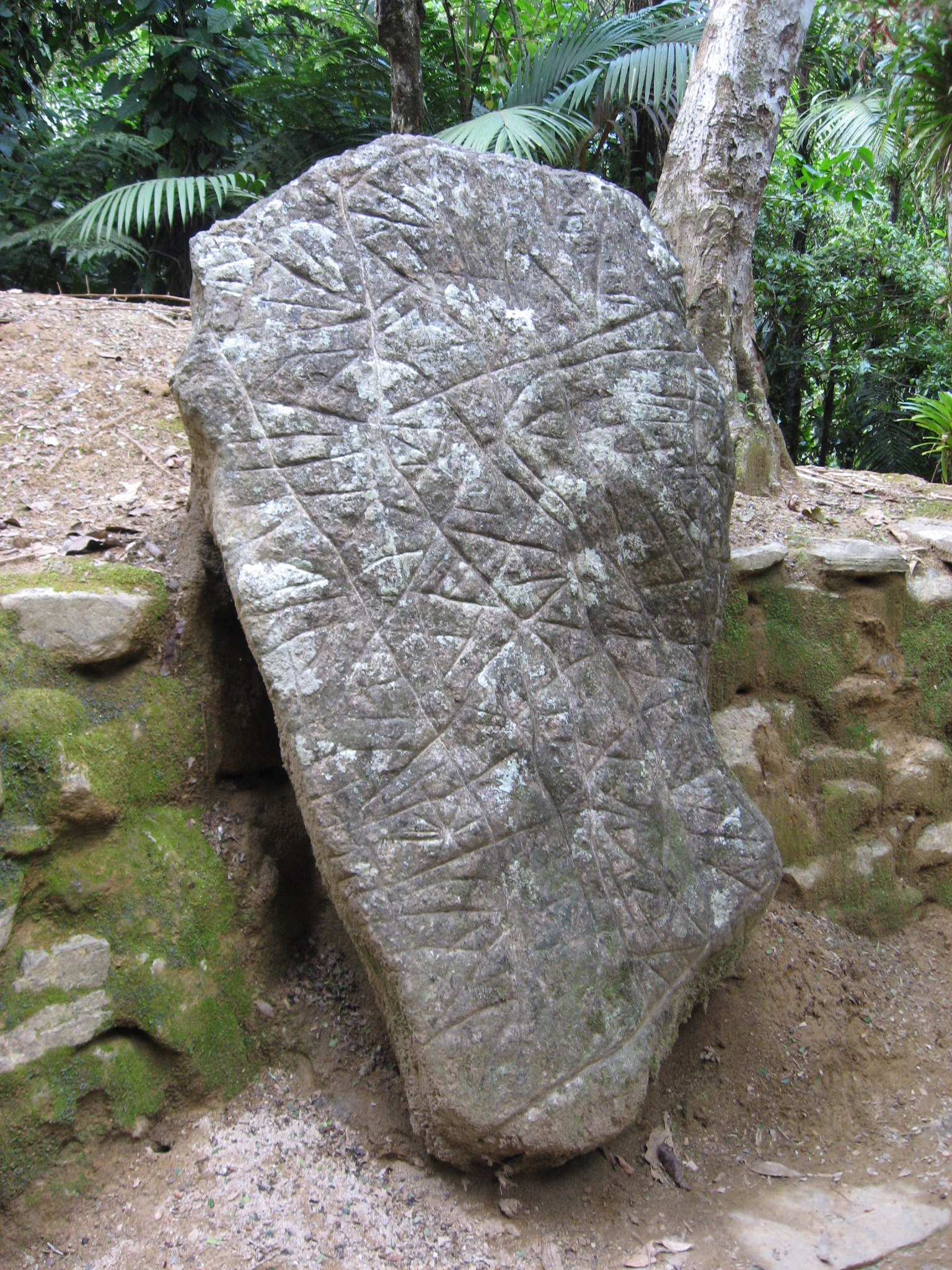
Un rocher gravé, supposé être une carte de la région autour de Ciudad Perdida.
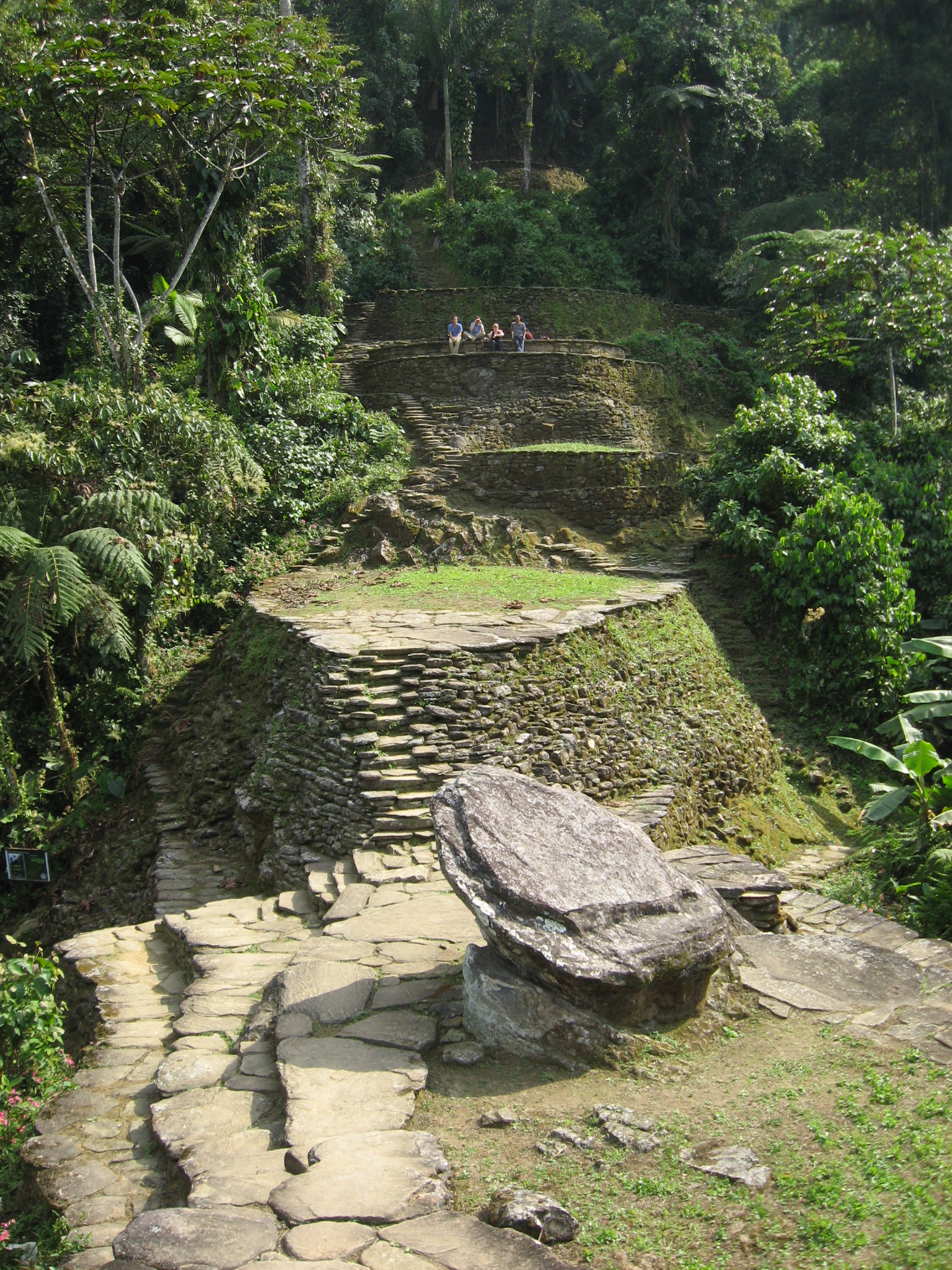
Vue de la zone centrale de la cité. Des structures en bois se tenaient autrefois sur les plateformes de pierre.